# Vòi rồng lửa

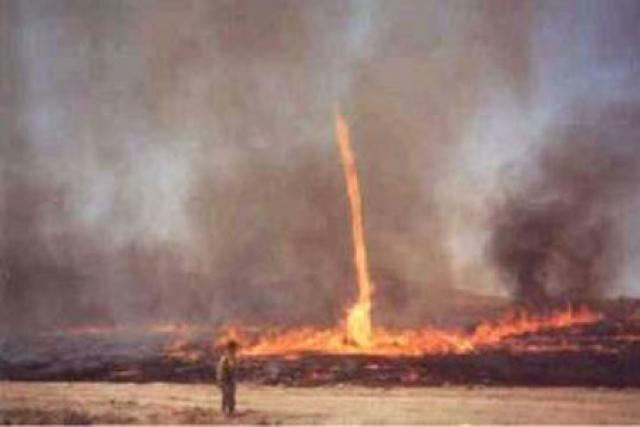
Lốc xoáy lửa.

Vòi rồng lửa (tiếng Anh: fire whirl) hay xoáy lửa là một hiện tượng tự nhiên thường xảy ra nhưng rất hiếm gặp hay được ghi nhận lại, qua đó một ngọn lửa trong một điều kiện nhất định (tùy vào nhiệt độ không khí và sự đối lưu) sẽ tạo ra một sự đối lưu dạng xoáy theo chiều thẳng đứng giống như vòi rồng. Ngọn lửa bị cuốn và bốc lên cao trong dòng xoáy đó có thể là các ngọn lửa xung quanh ngọn lửa đã tạo ra nó, hay chính ngọn lửa đã tạo ra sự đối lưu này.

## Hình thành

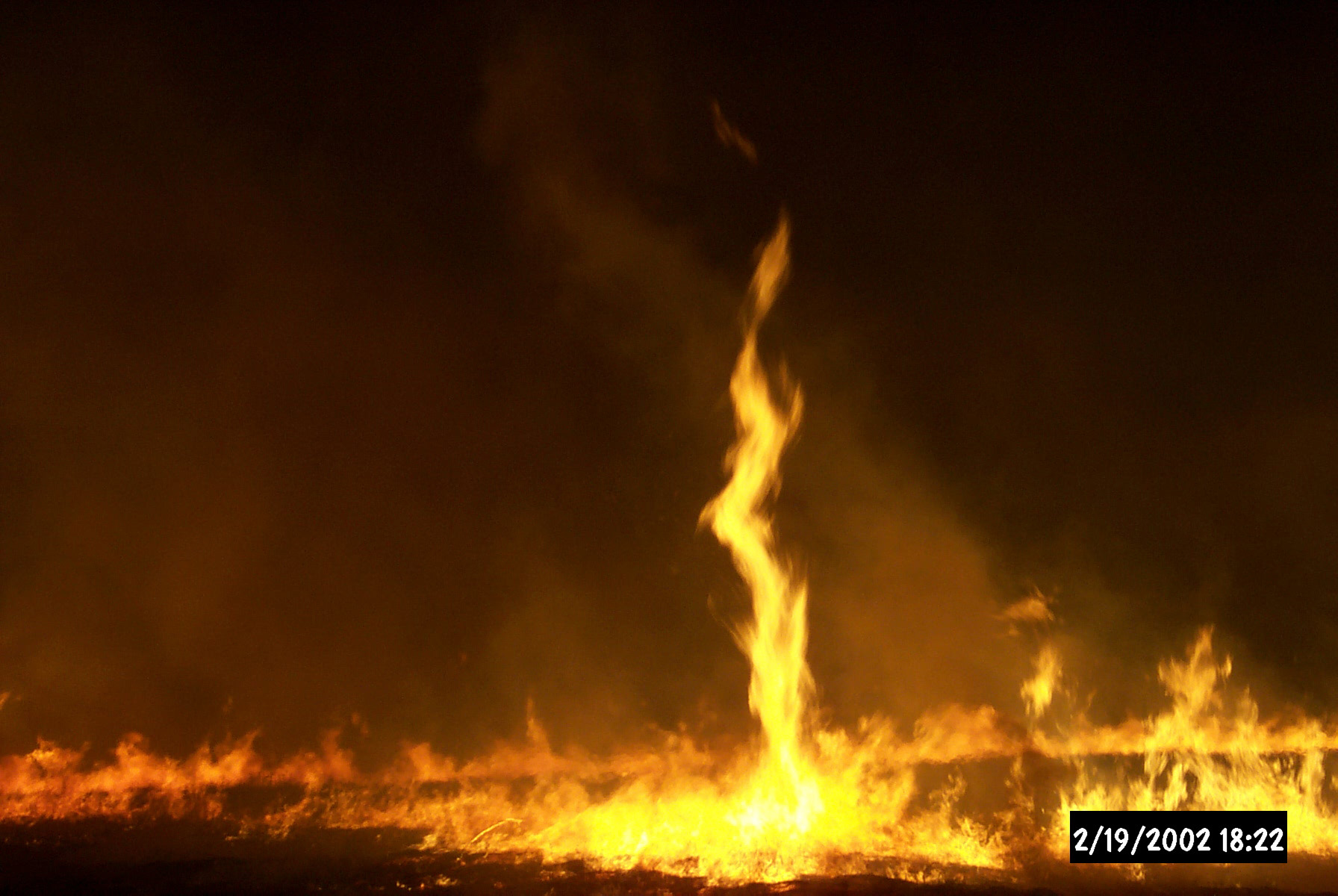
Một lốc xoáy lửa nhỏ.

Hầu hết các vòi rồng lửa hình thành trong các trận cháy rừng. Chúng được tạo ra khi luồng khí nóng hội tụ bốc lên trên khiến cho các vùng khí xung quanh tràn vào thế chỗ và bị va vào nhau tạo thành một vùng xoáy bốc lên trên (giống như khi kéo một vật lớn ra khỏi nước sẽ thấy một vùng xoáy khi nước xung quanh đổ vào thế chỗ) cuốn theo ngọn lửa bên dưới. Các vòi rồng lửa này thường cao khoảng chưa đến nửa mét trước khi bị tắt, nó giống như một ngọn lửa đang nhảy múa khắp nơi trong vùng đang bị cháy khiến nó còn được gọi là Quỷ lửa, các vòi rồng được ghi nhận thường cao từ 10 đến 50 mét rộng khoảng vài mét. Nhưng đôi khi các vòi rồng lửa này có thể cao đến hàng kilômét với sức gió xoáy khoảng 160 km/giờ và tồn tại trong hơn 20 phút. Các luồng lửa có thể bốc lên cao là do khi xoáy khí oxy sẽ được rút vào cung cấp cho lõi lửa của vòi rồng, lõi lửa này có thể có nhiệt độ đến hơn 1.000 độ với nhiệt độ này nó có thể đốt cháy gần như bất cứ thứ gì và bất cứ thứ gì bị cuốn vào bên trong đều sẽ trở thành nhiên liệu duy trì cho lõi lửa đang bốc lên cao.

## Sức tàn phá
Các vòi rồng lửa có thể nhổ bật gốc các cây cao đến 15 m (49 ft) và thiêu rụi nó. Các lốc xoáy lửa này có thể mang lửa từ chỗ này đến chỗ khác khiến cho các trận cháy rừng trở nên lớn hơn vì không thể dập tắt được cột lửa đang di chuyển ngoại trừ khi ngăn được nguồn cung cấp khí oxy cho nó.
Trận động đất lớn Kantō năm 1923 là một ví dụ về sức tàn phá của hiện tượng thiên nhiên này khi một cơn bão lửa quét qua thành phố với một vòi rồng lửa cực lớn đã giết chết 38.000 người trong vòng 15 phút tại khu vực Hifukusho-Ato của Tokyo.